# クラウドソーシング
クラウドソーシング（英語: crowdsourcing）とは、不特定多数の人の寄与を募り、必要とするサービス、アイデア、またはコンテンツを取得するプロセスである。このプロセスは多くの場合細分化された面倒な作業の遂行や、スタートアップ企業・チャリティの資金調達のために使われる。群衆（crowd）と業務委託（sourcing）を組み合わせた造語で、特定の人々に作業を委託するアウトソーシングと対比される。
クラウドソーシングは狭義では、不特定多数の人に業務を委託するという新しい雇用形態を指す。広義では、必ずしも雇用関係を必要とせず、不特定多数の人間により共同で進められるプロジェクト全般を指す場合もあり、その場合オープンストリートマップ（OSM）やreCAPTCHAなどが代表例として挙げられる。

## 概要
従来、アウトソーシングという形で企業などが、外部に専門性の高い業務を外注するというトレンドがあった。しかし、昨今では、インターネットの普及により社外の「不特定多数」の人にそのような業務を外注するというケースが増えている。それらを総称し、クラウドソーシングと呼ばれている。知的生産力やコンテンツなどを、多数の人々から調達・集約し、事業成果を得ることを目的にしている。
たとえば、P&Gは商品開発に、ボーイングは機体組み立てに、商業PBWは文章・イラスト・音声・音楽にそのような手法を取り入れている。
概念自体は目新しいものではなく、主にPCとインターネットを使用する事により従来からある内職の発展形態の一種であるともいえ、類似概念としてのデジタル内職ともいえる。

## 定義
2005年にen:WIRED Magazineの編集者であるジェフ·ハウ(Jeff Howe)とマーク·ロビンソン(Mark Robinson)が、企業が個人に仕事を外注するためにインターネットをどのように使っているかについての議論の末に用語「クラウドソーシング」を生み出した。ハウとロビンソンは「群衆(crowd)にアウトソーシング(outsourcing)」するようなことが起こっているのだという結論に達し、それが「クラウドソーシング」という造語に繋がった。ハウはまず2006年6月のWIRED誌の記事、「クラウドソーシングの台頭(The Rise of Crowdsourcing)」に付随するブログ記事で「クラウドソーシング」の定義を発表した（そして数日後に出版された）。
「単純に定義すると、クラウドソーシングは、かつて従業員によって実行されていた機能を、公募するような形で不特定（かつ一般的には大規模な）人々のネットワークにアウトソーシングする企業や機関の行為のことを指す。これは、集団労働（作業が協調的に取り組まれる場合）の形を取ることができるが、しばしば、単独の個人によっても行われる。重要な前提条件は、公募形式と潜在的な労働者の大規模なネットワークを使用することである。」
ダレンC.ブラバム(Daren C. Brabham)は2008年2月1日の記事で「クラウドソーシング」を「オンライン分散型問題解決と生産モデル」と定義した。
クラウドソーシングでは、問題が公募の形で群衆に割り当てられる。群衆が成果物を提出すると、その成果物は依頼主に帰属することになる。成果物を提出した労働者に金銭的な報酬が渡されることもある。他方、名声や知的満足感だけが報酬となることもある。クラウドソーシングは、自分の空き時間で作業するアマチュアやボランティアか、依頼主に知られていなかった専門家や小規模企業から成果物を生み出し得る。
クラウドソーシングの依頼主は主にクラウドソーシングがもたらす恩恵によって動機づけられている。その恩恵の一つは、成果物や情報を比較的安価に大量に収集する能力である。一方労働者は、社会的接触、知的な刺激、そして時間つぶしなどの内因動機や金銭的な利益などの外因性の動機によってクラウドソーシングされたタスクに貢献することを動機づけられている。
「クラウドソーシング」という用語は境界が曖昧なために、多くの共同作業は、実際はそうでない場合でも、クラウドソーシングと考えられている。このような状況は科学文献での定義の拡散を生んでおり、様々な著者が用語が指す全体像を失って自分の専門分野に応じてクラウドソーシングの異なる定義を与えている。
科学文献、一般向け文献における40以上のクラウドソーシングの定義を調査して、ヴァレンシア工科大学（スペイン）の経営学者であるエンリケ・エステリェス・アローラス（Enrique Estellés-Arolas）とフェルナンド・ゴンザレス・ラドロン・デ・ゲバラ（Fernando González Ladrón-de-Guevara）が、定義を統合を図った。
「クラウドソーシングは、個人や組織、非営利団体、または企業が、様々な知識を持つ種々混合で多数の個人から成るグループに、柔軟性のある公募を通して、自発的に作業に取り組むことを提案する参加型オンライン活動の一種である。群衆が自分の労働力やお金、知識および(あるいは)経験を持ち寄って参加する、複雑さやモジュラリティが異なるタスクの遂行においては、常に相互の利益が伴っている。つまり、労働者は経済的利益あるいは社会的な認識、自尊心、個人の技能の成長のようなある種の満足感を受け取る必要とする。そして一方で依頼主は労働者が事業にもたらした成果（遂行された活動の種類に寄って形式は異なる）を入手して有利に活用する。」
ヘンク・ヴァン・エス(Henk van Ess)は倫理的な根拠に基づいてクラウドソーシングの結果を「お返し」する必要性を強調している。彼の非科学的、非商業的な定義は広く大衆紙に引用されている。
「クラウドソーシングは、問題を解決して解決策を自由に皆と共有したいという専門家の願望に焦点を当てている。」
クラウドソーシングシステムは、様々なタスクを達成するために使用される。例えば、群衆が新しい技術を開発し、デザイン作業を行うために集められるもの（「コミュニティベースのデザイン」 あるいは「分散参加型デザイン」としても知られている）、アルゴリズムのステップを改良あるいは実行したりするもの（en:human-based computationを参照）、または大量のデータを集めたり、体系化したり、分析したりするもの（en:citizen scienceを参照）などがある。

## クラウドソーシングサイト
クラウドソーシングサイトには職種や業務の分野を限定せず仕事の委託ができる総合型サイトと、作業の種類や分野をしぼって作られた特化型サイトがある。

### 総合型サイト
- オーデスク
- ランサーズ
- クラウドワークス
- クラウディア
- シュフティ
- つなぐ
- Freelancer.com（英語版）

### 特化型サイト
- Amazon Mechanical Turk
- InnoCentive（英語版）

### クラウドソーシングサイトの問題点
2013年のイーランスとクラウドワークスを対象にした比嘉邦彦の調査によれば、日本のクラウドソーシングサイトではライター業務の時給が低すぎる傾向にある。また、参加当初は低い報酬しか得られなくとも、クラウドソーシングサイト上で受注実績を重ねることにより信頼が生まれ、高額な希望報酬で取引が成立するようになることがあるという
クラウドソーシングサイトは気軽に仕事を発注できるため審査が追いついておらず度々不適切な仕事内容が掲載され問題視されている。
2020年のクラウドソーシングサイトにおいては低単価な案件に対する対策が行われているが、問題の根本的な解決には至っていない。

## 現状と問題点
これまで、能力はありながら、地方在住者等で地域的、時間的、年齢的等の制約により都市部での企業での勤務が困難であった者にも機会が提供されるようになった。
その反面、面識の無い不特定多数と成果報酬形式で取引するため、達成率の数値化の困難な依頼内容によっては発注者、業務受託者間で認識の相違があり、係争に発展するリスクがあり、顕在化する事例も報告されている。また、それに伴い、新たな内職商法による被害も報告されており、注意の喚起が行われている。

### 労働力の買い叩き
クラウドソーシングにはWEB記事の執筆のような「1文字0.1～0.5円程度の安価な案件」が多数掲載されている。中には「1文字0.1円」など、雇用に置き換えた場合、ほぼ確実に最低賃金水準を下回る報酬しか得られない案件も掲載されている。クラウドソーシングの登場で労働力の買い叩きが構造化していったという指摘がある。20万円超を稼げるのは8000人に1人程度という計算もある。
ランサーズとクラウドワークスを当時利用していたフリーランスのWEBライターは2019年の取材に「毎日休むことなく働いても、（クラウドソーシング側への）手数料を支払った後で手元に残るのは、毎月15万円から20万円くらい。執筆本数ですか？　毎月50本くらいです」と述べた。クラウドソーシングが「発注者と受注者は対等でないから、『1文字0.1円』『名ばかり事業主』などが横行する」温床となっているという指摘がある。

### ステルスマーケティング広告の発注
映画の口コミサイトでは、上映初日からレビュワーの評価がすべて星5が書き込まれる明らかなサクラレビューが載ること度々指摘されている。またAmazonや楽天市場、Google マップなどで､サクラとして商品や飲食店などに高評価な口コミを書き込む行為が、クラウドソーシングサイトで売買されているという指摘がある。
映画のサクラレビューは配給会社から発注を受けたPR会社が、次の下請けのSNSプロモーション会社に発注し、最終的にレビューを書いているのはランサーズやクラウドワークスなどに登録した人たちだといわれる。サクラレビューは数十円単位の仕事を主婦にやらせて、それを元締めが数百円で売り、PR会社が数万円の仕事にする「貧者のビジネス」という指摘がある。また個人のブログを装いながら、記述内容をクラウドソーシングに発注してそのまま掲載し、アフィリエイトを稼ぐ形も指摘されている。
ステルスマーケティングの発注について、ランサーズは原則禁止しており、「ステルスマーケティングに類する違反チェックを従来よりおこなって（中略）不適切と判断した案件については掲載を即時中断」、「口コミの内容を指定するのはモラルに反するため、『依頼ガイドライン』に即して対処している」とコメントしている。

### 保守系政治ブログ記事作成依頼問題
クラウドワークスでブログ記事作成依頼が一件800円であったが、その内容が「共産党に票を入れる人は反日」というブログ記事を書くという案件だった。また他にも保守（反民進・嫌韓）系まとめブログサイトの運営管理、政治・芸能系時事ネタ動画を作成などの案件もあった。
これらの案件がネット上で話題となるとクラウドワークス側は該当案件を削除し差別や政治系案件の対応を強化すると発表した。